# Oleksij Zaklynskyj
Oleksij Zaklynskyj, cyrilicí Олексій Заклинський, polsky též Ołeksa Zakłynśkyj (27. března 1819 Ozerjany – 26. března 1891 Bohorodčany), byl rakouský řeckokatolický duchovní a politik rusínské (ukrajinské) národnosti z Haliče, v 2. polovině 19. století poslanec Říšské rady.

## Biografie
Jeho rodiče zemřeli, když byl ještě chlapcem. Vychovávali ho pak příbuzní v Ozerjanech. Vystudoval gymnázium ve Stanislavově a studoval práva na Vídeňské univerzitě. Kvůli nedostatku financí, ale studia nedokončil. Během revolučního roku 1848 se zapojil do veřejného dění. Podílel se na ustavení Ruské rady ve Lvově a byl delegátem Slovanského sjezdu v Praze. Byl i literárně činný. Je autorem populární písně Там, де Чорна гора (Tam, kde Čorna hora).
Angažoval se v politice. Zasedal jako poslanec Haličského zemského sněmu a byl i poslancem Říšské rady (celostátního parlamentu), kam usedl v prvních přímých volbách roku 1873 za kurii venkovských obcí v Haliči, obvod Stanislavov, Bohorodčany atd. V roce 1873 se uvádí jako Alexius Zakliński, řeckokatolický farář, bytem Bohorodčany. V parlamentu zastupoval provládní rusínský blok. Ten v roce 1873 čítal 15-16 poslanců (jeden poslanec, Stepan Kačala, kolísal mezi rusínským a polským táborem). Zaklynskyj náležel mezi deset rusínských poslanců z řad řeckokatolického kléru. Rusíni zpočátku v roce 1873 tvořili jen volnou skupinu, která v parlamentu vystupovala jako spojenec německorakouské centralisticky a liberálně orientované Ústavní strany. Brzy však vznikl samostatný Rusínský klub. Jako člen Rusínského klubu se uvádí i v roce 1878. Patřil do starorusínského proudu.
Zemřel v březnu 1891.